# Club Deportivo Ariznabarra
El Club Deportivo Ariznabarra és un club de futbol basc amb seu a Vitòria-Gasteiz, a la comunitat autònoma del País Basc. Fundat l'any 1972 actualment juga a Tercera Divisió – Grup 4, i celebra els partits a casa al Camp municipal d'Ariznabarra.
L'Ariznabarra és un club escola de la Reial Societat de Futbol, i el seu club de referència a la ciutat de Vitòria.

## Jugadors notables
- Gaizka Toquero
- Pedro Uralde
- Daniel Vivian